# Covelo de Paivó e Janarde
Covelo de Paivó e Janarde (oficialmente: União das Freguesias de Covelo de Paivó e Janarde) é uma freguesia portuguesa do município de Arouca, com 44,38 km² de área e 171 habitantes (censo de 2021). A sua densidade populacional é 3,9 hab./km².
O seu território inclui a aldeia desabitada de Drave.

## História
Foi constituída em 2013, no âmbito de uma reforma administrativa nacional, pela agregação das antigas freguesias de Covelo de Paivó e Janarde e tem sede em Covelo de Paivó.

## Demografia
A população registada nos censos foi:
| Distribuição da População por Grupos Etários | Distribuição da População por Grupos Etários | Distribuição da População por Grupos Etários | Distribuição da População por Grupos Etários | Distribuição da População por Grupos Etários | Distribuição da População por Grupos Etários |
| -------------------------------------------- | -------------------------------------------- | -------------------------------------------- | -------------------------------------------- | -------------------------------------------- | -------------------------------------------- |
| Antes da agregação                           |                                              |                                              |                                              |                                              |                                              |
| Ano                                          | 0-14 anos                                    | 15-24 anos                                   | 25-64 anos                                   | >= 65 anos                                   | Total                                        |
| 2001                                         | 40                                           | 51                                           | 151                                          | 86                                           | 328                                          |
| 2011                                         | 22                                           | 20                                           | 103                                          | 77                                           | 222                                          |
| Após a agregação                             |                                              |                                              |                                              |                                              |                                              |
| Ano                                          | 0-14 anos                                    | 15-24 anos                                   | 25-64 anos                                   | >= 65 anos                                   | Total                                        |
| 2021                                         | 12                                           | 15                                           | 73                                           | 71                                           | 171                                          |